# James McClure (tennis de table)
Pour les articles homonymes, voir McClure.
James McClure (né le 28 septembre 1916 à Indianapolis, mort le 12 février 2005 à Cape Coral en Floride) est un pongiste international américain.

## Biographie
James McClure remporte le championnat des États-Unis en 1934 et en 1939.
Entre 1936 et 1949, il a remporté six médailles en double et par équipes lors des championnats du monde, il a été trois fois champion du monde en double en 1936, 1937 et 1938, associé à Robert Blattner puis à Sol Schiff.
Il a servi dans l'U.S. Navy durant la Seconde Guerre mondiale.
Entre 1984 et 1998 il a été président de l'USTTA Foundation; dans les années 1990 il a été arbitre international, et commissaire olympique pour l'Amérique du nord.
C'est le seul pongiste américain inscrit au Temple de la renommée du tennis de table.